# Politiinspektør Battle
Battle er en fiktiv politiinspektør  fra Scotland Yard, som optræder i fem romaner af Agatha Christie, hvoraf Kortene på bordet har Hercule Poirot i rollen som privatdetektiv.
I Brevet der dræbte og De syv urskiver efterforsker han sager med tilknytning til spionage, mens han i Mord er let og Mod nulpunktet udfører traditionelt efterforskningsarbejde i mordsager.

## Kendetegn
Battle er kraftig og firskåren med et træagtigt ansigtsudtryk. Han bærer en velplejet moustache, som selv Hercule Poirot omtaler med beundring.. 
Battle er gift og har fem børn. Han præsenteres som "en af Scotland Yards store kanoner, hvis arbejdsmetoder aftvinger respekt".  Under afhøringer kan han virke sløv, indtil han pludselig sætter den mistænkte i forlegenhed med skarpe spørgsmål.
I Brevet der dræbte udviser han stor indsigt i aristokratiets vaner og levevis, hvilket hjælper ham under indsamlingen af beviser, selv om det ikke er ham, men en af de mistænkte, der finder løsningen på kriminalgåden.
I De syv urskiver overrasker han hovedpersonen, Bundle, da han pludselig tilkendegiver, at "halvdelen af de mennesker, der spilder tiden med at undgå at blive kørt ned af busser, burde hellere blive kørt ned og bragt sikkert ud af denne verden. De er intet bevendt." 
Denne holdning deler han bl.a. med Major Despard  i Kortene på bordet og Michael Rogers i Endeløs nat, så det er nærliggende at tro, at disse tre på dette punkt er talerør for forfatteren.